# سیلیگیر
سیلیگیر (روسی: Силигир) یک رودخانه در استان یاقوتستان کشور روسیه است.